# Arthur Jermyn

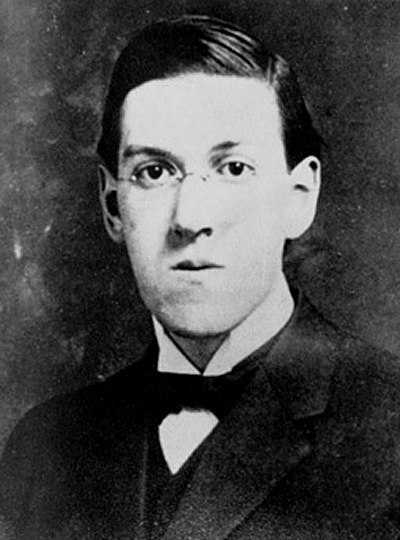
H. P. Lovecraft, Fotografie aus dem Jahre 1915

Arthur Jermyn (englischer Originaltitel: Facts Concerning the Late Arthur Jermyn and His Family) ist der Titel einer phantastischen Horrorgeschichte des amerikanischen Schriftstellers H. P. Lovecraft, die vermutlich im Herbst 1920 entstand und zweiteilig im März und Juni des folgenden Jahres im Amateurmagazin Wolverine gedruckt wurde. Im April 1924 erschien sie im Pulp-Magazin Weird Tales und wurde 1939 in die Sammlung The Outsider and Others des Verlags Arkham House aufgenommen.
Die Bibliothek des Hauses Usher präsentierte 1973 im Sammelband Stadt ohne Namen eine deutsche Übersetzung Charlotte Gräfin von Klinckowstroems, die 1981 in der Phantastischen Bibliothek des Suhrkamp Verlages nachgedruckt wurde.
In der frühen Kurzgeschichte ergründet der Erzähler einen spektakulären Suizid durch Selbstverbrennung des namensgebenden Protagonisten und deutet an, den Missing Link zwischen Affe und Mensch als eigentlichen Ursprung der Zivilisation gefunden zu haben.
Mit ihrer zurückhaltenden Sprache setzt sich Arthur Jermyn von den vorhergehenden Texten ab und weist mit dem Motiv der Angst vor „rassischer Verunreinigung“ bereits auf die späte Erzählung Schatten über Innsmouth.

## Form und Inhalt
Das Geschehen kann in zwei Teile untergliedert werden. Behandelt der erste Abschnitt die Ahnenreihe des Protagonisten, so der zweite dessen eigentliche Geschichte bis zum Selbstmord.
Arthur Jermyn, Spross einer exzentrischen britischen Adelsfamilie von Afrikaforschern, übergießt sich mit Öl, läuft hinaus aufs Moor und verbrennt sich, nachdem er eine aus dem Königreich Kongo eingetroffene Kiste geöffnet hat.
Zu Beginn spricht der Erzähler über die hässliche Natur des Lebens und deutet Wahrheiten an, die besser im Verborgenen bleiben und es manchmal noch unschöner machen. Gewisse Enthüllungen der Wissenschaft könnten so schockieren, dass sie die „Spezies Mensch“ vernichten, „so wir eine Spezies für sich sind“.

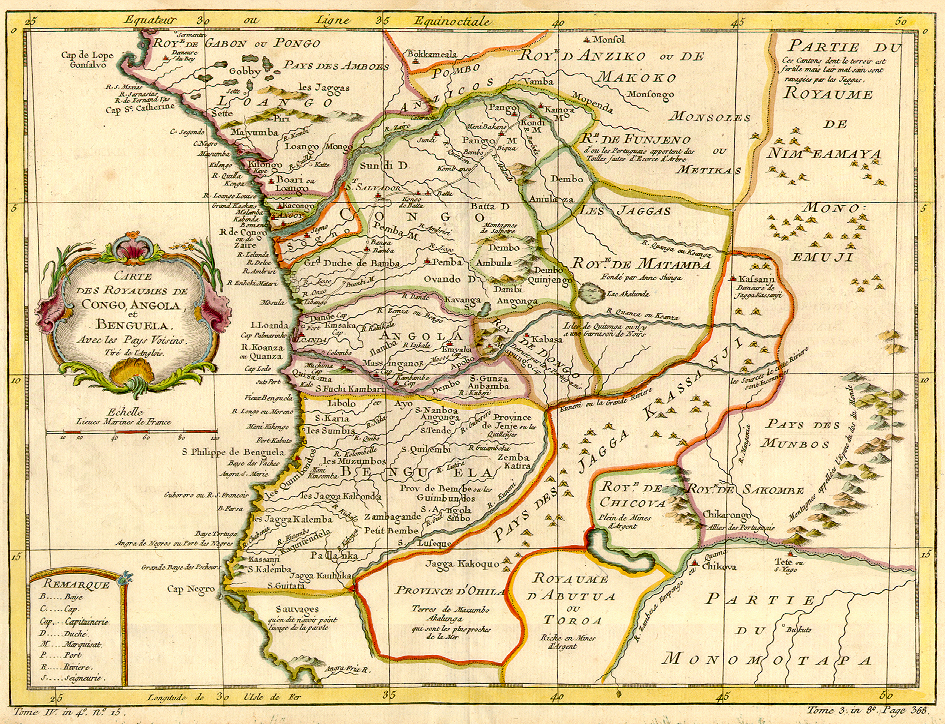
Königreich Kongo, 1754

Jermyns Urururgroßvater, der Anthropologe Sir Wade Jermyn, gehörte zu den ersten Entdeckern der Kongo-Region, die er in vielen bizarren Texten beschrieb. Mit schauerlichem Behagen sprach er über die Tiere und Altertümer der Region, rankenüberwachsene, gigantische „Mauern und Säulen einer vergessenen“ Metropole, Kreaturen und Fabelwesen, die halb dem Urwald, halb der Stadt zugehörten und selbst von Plinius skeptisch geschildert worden seien. Er gab an, in den Ruinen der Stadt gelebt zu haben, die irgendwann von Affen überrannt worden sei und dort seine spätere Frau getroffen zu haben, angeblich Tochter eines portugiesischen Händlers.
Von diesem Zeitpunkt an galten Jermyns Vorfahren als sonderbar und erschienen den Mitmenschen seltsam bis hässlich, während sie vor dieser Eheschließung nicht weiter aufgefallen waren. Die geheimnisvolle Frau bewohnte einen abgelegenen Flügel des Anwesens, so dass nicht einmal die Bediensteten sie zu Gesicht bekamen, und der gemeinsame Sohn Philipp durfte lediglich von einer „abstoßenden Negerin aus Guinea“ betreut werden. Nachdem seine Frau in Afrika gestorben und Sir Wade ins Jermyn House zurückgekehrt war, übernahm er allein die Erziehung seines Kindes, bis er 1765 in eine Irrenanstalt eingeliefert wurde.
Körperlich ähnelte Philipp seinem Vater, war aber klein und äußerst gelenkig, dabei so roh und gewalttätig, dass er allgemein gemieden wurde. Er heiratete eine „Frau mit Zigeunerblut“, wurde nach dem Ende des Sezessionskrieges Matrose auf einem Handelsschiff und verschwand eines Tages vor der Küste des Königreichs Kongo.
Sein vergleichsweise gutaussehender Sohn Robert führte ein Leben als Gelehrter, sammelte die Fundstücke, die sein wahnsinniger Großvater aus Afrika mitgebracht hatte, und wurde mit drei Söhnen gesegnet, von denen zwei geistig und körperlich behindert und deswegen nicht in der Öffentlichkeit zu sehen waren. Der davon nicht betroffene Sohn Nevil, eine abstoßende Persönlichkeit, brannte mit einer Tänzerin durch, kehrte aber im folgenden Jahr als Witwer mit seinem Kind Alfred zurück, dem späteren Vater Arthur Jermyns.
Als ein Forschungsreisender bei Sir Robert vorsprach, von der sagenumwobenen Stadt und weißen Affen berichtete, die „von einem weißen Gott beherrscht wurden“, kam es zur Katastrophe. Robert erwürgte ihn und tötete danach seine behinderten Kinder, während Nevil dabei starb, seinen zweijährigen Sohn zu retten.
Jahre später verließ Alfred seine Frau und den gemeinsamen Sohn Arthur und schloss sich einem Wanderzirkus an, wo er von einem auffallend hellen Gorillamännchen zerfetzt wurde.
Arthur wächst behütet auf und unterscheidet sich mit seiner träumerisch-dichterischen Veranlagung von den Vorfahren, was die Nachbarfamilien sich höhnisch mit dem „romanische(n)“ Blut der unbekannten Portugiesin oder mit seiner gesellschaftlich nicht anerkannten Mutter erklären.
Mit seltsamen Gesichtszügen und langen Armen gilt er als besonders abstoßend, wird aber wegen geistiger und charakterlicher Vorzüge akzeptiert. Er studiert an der Universität von Oxford, wird Gelehrter und will die völkerkundlichen Arbeiten seiner Vorväter fortsetzen, wofür er die umfangreiche Sammlung Sir Wades nutzen kann. Die nebulösen Andeutungen über die „namenlose Rasse von Dschungelbastarden“ erfüllen ihn, schwärmerisch wie er ist, mit einer Mischung aus Grauen und Anziehung, bis er endlich Licht in die Daten bringen will, einen Teil seines Besitzes verkauft und sich auf eine Expedition in den Kongo begibt. Ein Eingeborenenhäuptling bestätigt ihm die Gerüchte über die Stadt und den weißen Affen, fügt aber hinzu, ein Stamm von Eroberern, die N´bangu, hätten sie zerstört, die Bastardwesen ausgerottet und die ausgestopfte, von den Bewohnern und vermutlichen Erbauern der Stadt verehrte „weiße Affengöttin“ mitgenommen. Einst sei sie Gemahlin eines aus dem Westen kommenden „großen weißen Gottes“ gewesen, mit dem sie bis zur Geburt des Sohnes geherrscht habe.
Etwas später stößt Arthur auf die Stadtruinen, findet aber keine bildhauerischen oder anderen Hinweise. Ein belgischer Agent hingegen bestätigt die Angaben des Häuptlings und erklärt, er könne mit etwas Geschick die einstigen Eroberer, nun Untertanen König Alberts, überzeugen, die geraubte Reliquie herauszugeben. Arthur kehrt zurück nach England, wartet geduldig auf das Paket und vertieft sich weiter in die seltsamen Manuskripte seines Ahnen. Ihn quält die Frage, warum jegliches Andenken an die Frau getilgt worden ist, was er sich schließlich mit dem Wahnsinn ihres Mannes zu erklären versucht. Brieflich teilt ihm der Belgier mit, er habe die Mumie beschaffen können, wisse aber als Laie nicht, ob sie menschlicher oder tierischer Natur sei.
Nach einigen Monaten wird die Kiste geliefert. Arthur untersucht das Objekt, rennt schreiend aus dem Raum und begeht Selbstmord. Das Gesicht des mumifizierten Wesens ähnelt dem Arthur Jermyns und um den Hals trägt es eine Kette mit dem Wappen seiner Familie.

## Entstehung

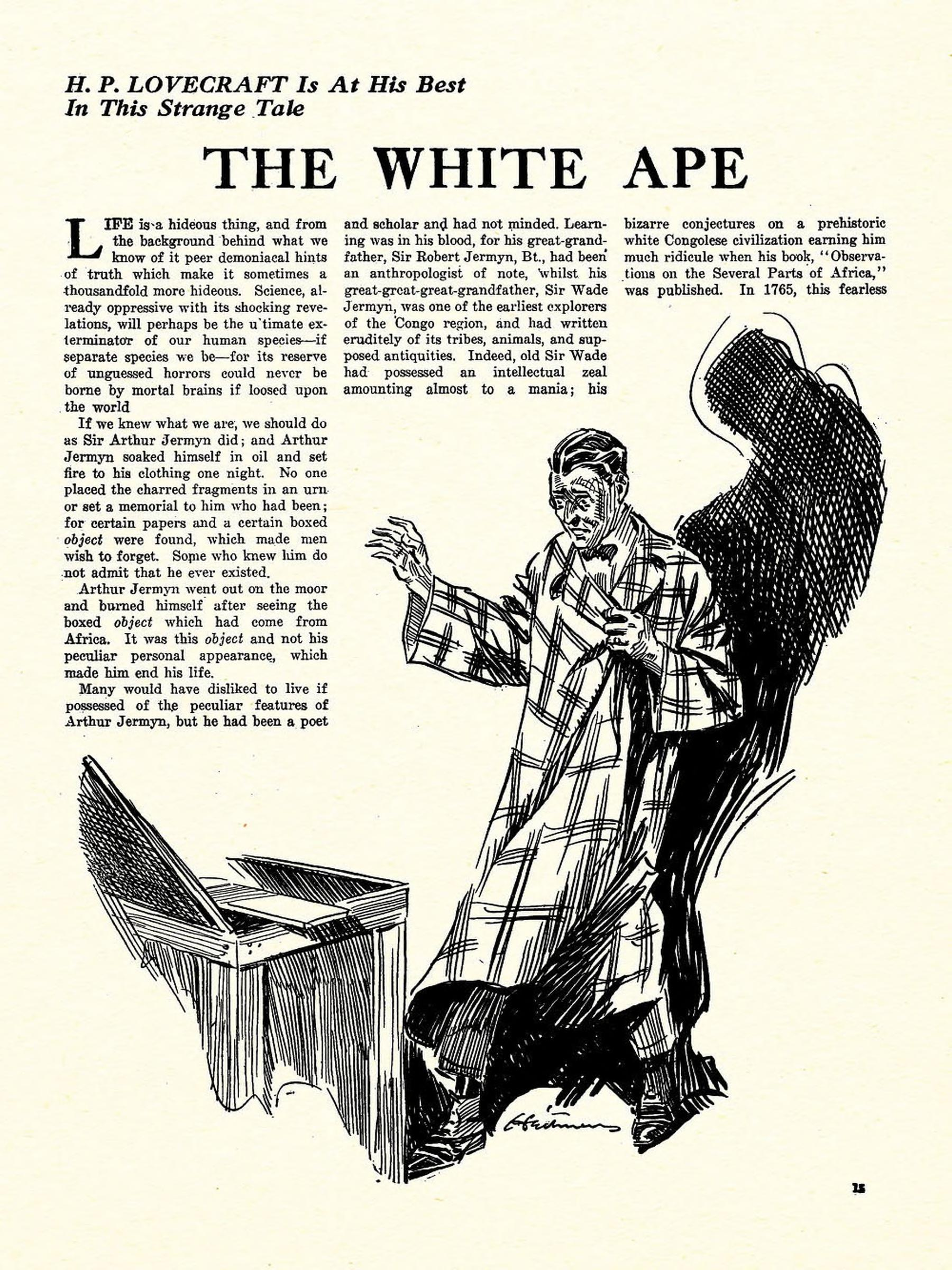
Erscheinungsbild der Veröffentlichung in Weird Tales

Lovecraft selbst ging mehrfach auf die Entstehung seiner frühen Kurzgeschichte ein.
In einem Brief an Arthur Harris vom 1. Mai 1921 schrieb er, das Werk sei für eine Veröffentlichung in Fortsetzungen geeignet; er habe es „mit dieser Form im Hinterkopf“ verfasst. Daraus folgt, dass er Arthur Jermyn für die Amateurzeitschrift Wolverine schrieb, die von Horace L. Lawson herausgegeben wurde und in der sie 1921 zweiteilig erschien. Noch ausführlicher erklärte er dies im Oktober 1923 dem ersten Herausgeber des Pulp-Magazins Weird Tales und äußerte sich dabei hämisch und abfällig über zeitgenössische Schriftsteller.
Der Hintergrund der Erzählung sei kurios und weit von ihrer Atmosphäre entfernt. Jemand habe ihn genötigt, „einige Sachen von den ikonoklastischen Modernen zu lesen“, die „hinter den Fassaden herumschnüffeln und verborgene Wünsche und Wunden“ beleuchten, wie er dem Verleger Edwin Baird schrieb. Während er den Kurzgeschichtenzyklus Winesburg, Ohio von Sherwood Anderson las, sei er beinahe eingeschlafen und doch auf die Idee gekommen, sich „irgendein Geheimnis in der Ahnenreihe“ einer Person auszudenken, „das die schlimmsten Enthüllungen Andersons“ harmlos erscheinen lasse.
Womöglich angeregt von Frank Belknap Long wollte Lovecraft sich in dieser Zeit mit moderner Literatur vertraut machen und las einige Autoren, die er abwertend als „modernistische Schriftsteller“ bezeichnete. Nimmt man seine Worte im Brief an Edwin Baird ernst, deuten sie an, dass er in der unheimlich-phantastischen Literatur ein vergleichbares Medium der Sozialkritik sah wie im Realismus.
Zum Ärger Lovecrafts erschien seine Kurzgeschichte bei Weird Tales zunächst unter dem Titel The White Ape, den ihr der Verleger gegeben hatte, während sie dort im Mai 1935 mit Arthur Jermyn betitelt wurde.

## Hintergrund und Interpretation
Die geradlinig verlaufende Erzählung ist komplexer als es zunächst scheint, wirft ein Schlaglicht auf Lovecrafts Vorstellungen von Rasse, Zivilisation und Degeneration und umkreist typische, angstbesetzte Themen, die er später wieder aufgreift. Neben den Folgen der „Entartung“, die in der Fortsetzungsgeschichte Die lauernde Furcht oder Schatten über Innsmouth ausgemalt werden, ist dies die Angst vor einem Wissen, das der Mensch nicht ertragen kann, ohne wahnsinnig zu werden.
Exemplarisch findet sich dies am Anfang der 1926 entstandenen Geschichte Cthulhus Ruf, die den Mythos erstmals fest umreißt. In ihr preist der Erzähler das Nichtwissen und hält es für die „größte(n) Gnade auf dieser Welt“, dass der menschliche Geist all die „inneren Geschehnisse“ noch nicht verbinden kann, so dass wir „auf einem friedlichen Eiland des Unwissens inmitten schwarzer Meere der Unendlichkeit“ leben. Der Erzähler des früheren Werks deutet die Gefahren der Wahrheit bereits am Anfang an: Hätte man das Wissen Arthur Jermyns, würde man so handeln wie er.
Die halb der Stadt, halb dem Urwald zugehörigen Kreaturen der prähistorischen weißen Kongo-Kultur, die selbst Plinius nur zurückhaltend geschildert hätte, bilden in Arthur Jermyn nicht nur den Missing Link zwischen Affe und Mensch, sondern den Ursprung dessen, was Lovecraft unter weißer Zivilisation verstand. Dies musste für jemanden mit seiner Ideologie fataler gewesen sein als einzelne Fälle von „Rassenmischung“. Der Schrecken entsteht, indem die Degenerationsfolgen zunächst schrittweise angedeutet und schließlich vollständig gezeigt werden.
Dabei gehört der „weiße Affe“, den Sir Wade heiratet, nicht zur ursprünglichen, lange ausgestorbenen weißen Kongokultur, sondern ist bereits das Ergebnis ihrer Vermischung mit der Affenpopulation, da es ansonsten nicht zu erklären wäre, dass er weiß ist.
Dass die Menschen Hybride sind, schockiert den Protagonisten so, dass er in den Suizid getrieben wird. Die Trennwand zwischen Tier und Mensch erscheint äußerst fragil. Bereits 1918 hatte Lovecraft in seiner kurzen Abhandlung At the Root geschrieben, man müsse die verborgene „Wildheit“ sehen, die dem „Wesen jenes Tieres, das Mensch genannt wird“, eigen sei. Für ihn war die „Zivilisation nur ein dünner Firnis“, unter dem das herrschende Tier schlummert und jederzeit erwachen kann.

## Rezeption
In der Rezensionskolumne des Wolverine lobte Alfred Galpin das Werk seines Freundes und Briefpartners als Markstein einer „neue(n) Phase“ eines „düsteren, aber kraftvollen Genius“. Die in ihrer Umsetzung perfekte Erzählung zeichne sich durch maßvollen Stil und effektvolle Gestaltung der Anfangs- und Schlusspassage aus. Für Galpin war die Geschichte zwar nicht so beeindruckend wie viele der vorhergehenden „Träumereien“ Lovecrafts, wohl aber originell und weder von Edgar Allan Poe noch Lord Dunsany oder anderen Vorbildern geprägt. Arthur Jermyn stehe eher den Kurzgeschichten Ambrose Bierce’ nahe und könne seinen Meisterwerken an die Seite gestellt werden.
Kommentatoren verwiesen auf den eingeschränkten Fokus der Erzählung: Ziehen die Degenerationsvorgänge in Schatten über Innsmouth eine ganze Stadt in Mitleidenschaft oder erzeugen in der Lauernden Furcht eine teuflische Horde, die einen Landstrich heimsucht, ist hier bloß eine Familie betroffen. Arthur Jermyn bilde lediglich eine Brücke zwischen Erzählungen, die individuelles Grauen ausmalen, wie etwa Das Grab oder Dagon, und Werken, die den Schrecken auf die gesamte Menschheit beziehen.
Nach Auffassung Joshis ist der Vergleich mit Bierce etwas abseitig, sieht man vom klaren Stil und dem krassen Pessimismus des Beginns ab. Wie Galpin lobt er ihre straffe und zurückhaltende Sprache, mit der sie sich vom stellenweise flamboyanten Stil des Frühwerks abhebe, zu dem er Geschichten wie Das Verderben, das über Sarnath kam oder Celephaïs zählt.
Er fand zwar keine Vorbilder für das Werk, hält es aber für denkbar, dass Lovecraft von Patrick Gallaghers Fortsetzungsroman The Ape at the Helm beeinflusst wurde, in dem ein Schiffskapitän ein Wesen an Bord nimmt, das menschliche und affenartige Züge trägt. Er erschien in Frank Andrew Munseys Pulp-Magazin The Cavalier, das Lovecraft nach eigenen Angaben regelmäßig las.

## Adaptionen
- Die 4. Folge der Hörspielserie „The Lovecraft 5“ setzte die Geschichte 2020 als Hörspiel um (The Lovecraft 5 – Folge 4: Der Fall des Arthur Jermyn).

## Textausgaben
- Wolverine, März und Juni 1921
- Weird Tales unter dem Titel The White Ape, April 1924
- Weird Tales, Mai 1935
- The Outsider and Others, Arkham House, 1939
- Dagon and Other Macabre Tales, 1986
- The Call of Cthulhu and Other Weird Stories, 1999

- Stadt ohne Namen. Deutsch von Charlotte Gräfin von Klinckowstroem, Bibliothek des Hauses Usher, 1973
- Stadt ohne Namen. Phantastische Bibliothek, Bd. 52, 1981
- Die Farbe aus dem Raum. Unheimliche und phantastische Geschichten. Unter dem Titel Die Wahrheit über den verstorbenen Arthur Jermyn und seine Familie. Verlag Das Neue Berlin, 1990